# Marcel Daman

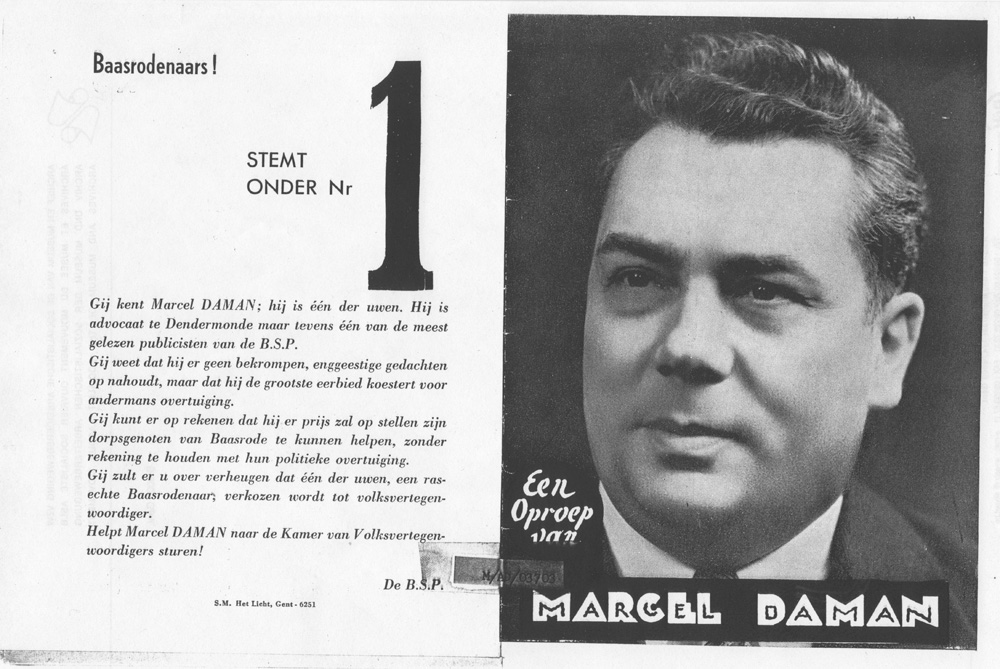
Verkiezingen 1954

Marcel Paul Clément Léon  Daman (Baasrode, 26 januari 1914 - 18 september 1975) was een Belgisch politicus voor de BSP.

## Levensloop
Marcel Daman promoveerde tot doctor in de rechten was beroepshalve advocaat.
Hij werd van 1954 tot 1958 voor de BSP in het arrondissement Dendermonde lid van de Kamer van volksvertegenwoordigers.

## Bron
- VAN MOLLE, P., Het Belgisch Parlement 1894-1972, Antwerpen, 1972.